# Brassaiopsis resecta
Brassaiopsis resecta là một loài thực vật có hoa trong Họ Cuồng cuồng. Loài này được (Miq.) Esser & Jebb mô tả khoa học đầu tiên năm 2003 publ. 2004.